# 国宝松江城マラソン
国宝松江城マラソン（こくほうまつえじょうマラソン、MATSUE CASTLE MARATHON）は、島根県松江市で行われる市民参加型マラソン大会。

## 概要
島根県内では、2004年までフルマラソンの玉造毎日マラソンが開催されていたが、暑い時季の開催のため選手の負担を考慮するよう日本陸連から指導を受け、ハーフマラソンの松江玉造ハーフマラソンに変更した。その後はフルマラソン大会が存在しない状況だったが、2016年に島根陸協がフルマラソン大会の復活を目指して検討委員会を立ち上げ、松江玉造ハーフマラソンに代わるフルマラソン大会として国宝松江城マラソンを2018年に開催することを決めた。県内でのフルマラソン開催は14年ぶりとなる。
- 定員：5,000人[2]
- 参加料：9,000円[2]
- 制限時間：6時間（号砲から）[2]

## レース概要

### 開催リスト
| 回    | 開催日        | スタート人数                          | フィニッシュ人数                      | 完走率 |
| ----- | ------------- | ------------------------------------- | ------------------------------------- | ------ |
| 第1回 | 2018年12月2日 | 5,012人（男子：4,362人／女子：686人） | 4,724人（男子：4,087人／女子：637人） | 94.2%  |
| 第2回 | 2019年12月1日 | 4,417人                               | 4,157人                               | 94.1%  |

### コース
- フルマラソン：42.195km（日本陸上競技連盟公認コース）
  - スタート：松江市総合体育館前→松江城前→宍道湖大橋→国道9号→くにびき大橋→松江市総合体育館前→朝酌→大根島→道の駅・本庄→学園通り→松江市総合体育館前がゴール

## ゲストランナー
- 第1回（2018年）：エリック・ワイナイナ、市橋有里
- 第2回（2019年）：有森裕子、油谷繁

## 大会優勝者
-数字- は優勝回数、 太字 は（当時の）大会記録。
|   | 開催日        | 男子選手 | 所属             | 記録          | 女子選手 | 所属           | 記録          |
| - | ------------- | -------- | ---------------- | ------------- | -------- | -------------- | ------------- |
| 1 | 2018年12月2日 | 池本大介 | 鳥取・自衛隊米子 | 2時間27分16秒 | 俵千香   | 埼玉・TEAM R×L | 2時間48分45秒 |
| 2 | 2019年12月1日 | 堀尾和弥 | 鳥取・北栄町     | 2時間27分41秒 | 谷舞子   | 兵庫・尼崎NR   | 3時間00分32秒 |

## 運営
- 主催：松江市・島根陸上競技協会・山陰中央新報社・国宝松江城マラソン実行委員会
- 後援：島根県・島根県教育委員会・松江市教育委員会・国土交通省松江国道事務所
- 主管：松江市陸上競技協会